# Winnetka Challenger 1990
Il Winnetka Challenger 1990 è stato un torneo di tennis facente parte della categoria ATP Challenger Series nell'ambito dell'ATP Challenger Series 1990. Il montepremi del torneo era di $50 000 ed esso si è svolto nella settimana tra il 30 luglio e il 5 agosto 1990 su campi in cemento. Il torneo si è giocato a Winnetka negli Stati Uniti.

## Vincitori

### Singolare
Cristiano Caratti ha sconfitto in finale  Chris Garner con il punteggio di 7–6, 6–1.

### Doppio
Zeeshan Ali /  Menno Oosting hanno sconfitto in finale  Doug Flach /  Luis Herrera con il punteggio di 4–6, 6–3, 6–2.